# Alexander Campbell Fraser
Alexander Campbell Fraser (Ardchattan, Argyll, 3 de setembro de 1819 — 2 de dezembro de 1914) foi um filósofo escocês.

## Obras
- The philosophy of theism (1895/1897)
- Barkley on spiritual realism (1908)